# なにわ七幸めぐり
なにわ七幸めぐり（なにわしちこうめぐり）とは、大阪府の7社寺を巡る霊場である。
7社寺とは大阪天満宮・住吉大社・四條畷神社・大念佛寺・太融寺・今宮戎神社・四天王寺で、なにわ七幸会を組織している。
発足当初は四條畷神社ではなく大鳥大社が入っていた。

## 霊場一覧
| 社寺       | ご利益   | 宗派         | 所在地                              |
| ---------- | -------- | ------------ | ----------------------------------- |
| 大阪天満宮 | 学業成就 | 神道         | 大阪府大阪市北区天神橋2-1-8         |
| 大念佛寺   | 諸芸上達 | 融通念仏宗   | 大阪府大阪市平野区平野上町1-7       |
| 住吉大社   | 厄除祈願 | 神道         | 大阪府大阪市住吉区住吉2-9-89        |
| 今宮戎神社 | 商売繁盛 | 神道         | 大阪府大阪市浪速区恵美須西1丁目6-10 |
| 太融寺     | 無病息災 | 高野山真言宗 | 大阪市北区太融寺町3-7               |
| 四條畷神社 | 心願成就 | 神道         | 大阪府四條畷市南野2-18-1            |
| 四天王寺   | 家内安全 | 和宗         | 大阪府大阪市天王寺区四天王寺1-11-18 |